# Calceolaria penlandii
Calceolaria penlandii är en toffelblomsväxtart. Calceolaria penlandii ingår i släktet toffelblommor, och familjen toffelblomsväxter.

## Underarter
Arten delas in i följande underarter:
- C. p. penlandii
- C. p. puraceensis